# Otto Luyken

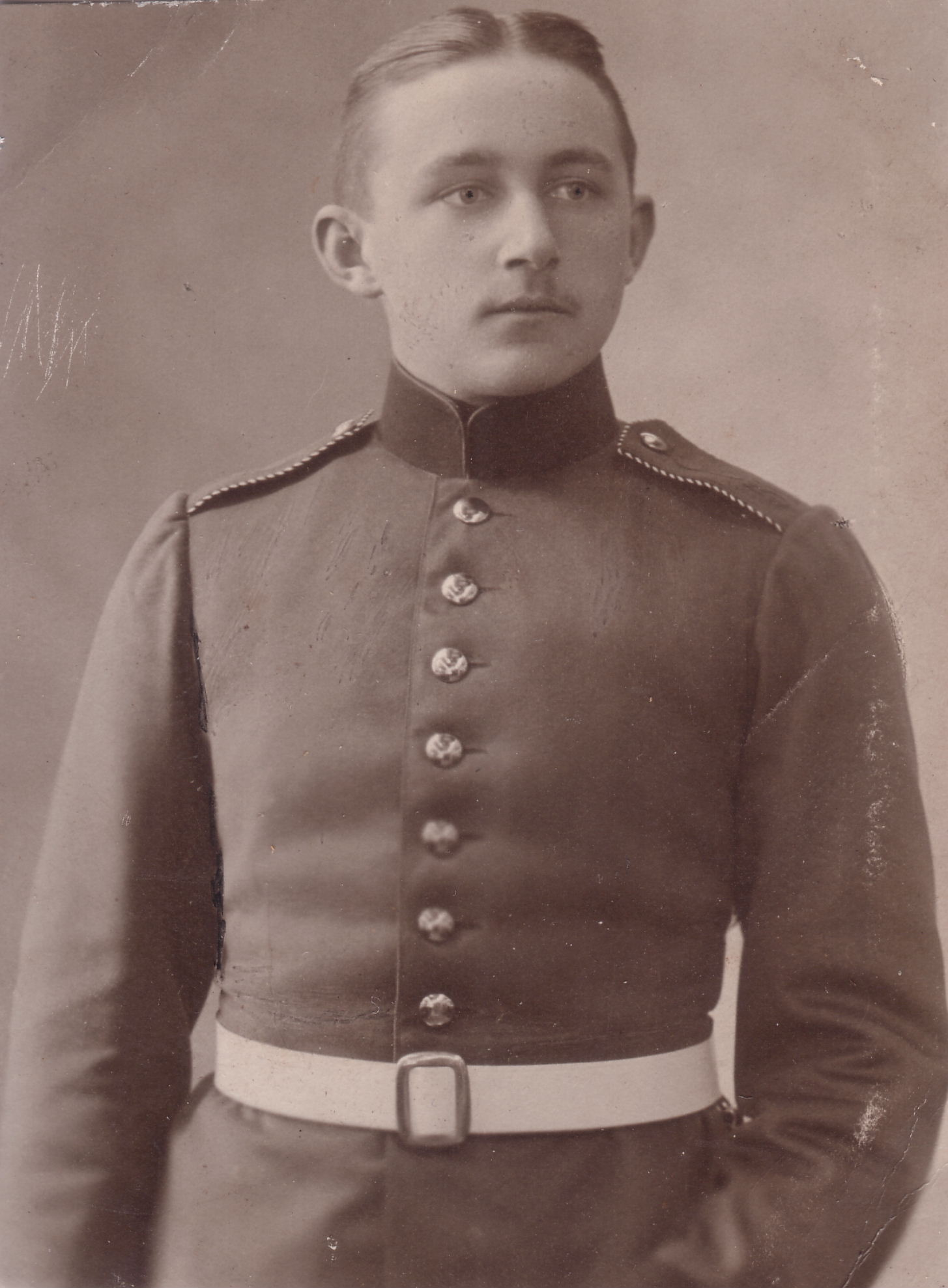
Otto Luyken im Jahre 1904

Otto Luyken (* 4. November 1884 in Siegen; † 3. Februar 1953 in Weener) war ein deutscher Gärtner und Direktor der „Baumschulen Hesse“ in Weener. Er züchtete die nach ihm benannte Lorbeerkirschen-Sorte.

## Leben
Seine Eltern waren Emil Luyken (1845–1906) und Johanna Hesse (1848–1934). Er besuchte die Schule in Siegen und begann dann eine gärtnerische Ausbildung in Westpreußen und Erfurt, in Frankreich und England. Nach Teilnahme am Ersten Weltkrieg trat er in die „Baumschulen Hesse“ in Weener ein, die im Besitz seines Onkels, Hermann Albert Hesse waren. 1920 übernahm Luyken als Direktor die Oberleitung der Baumschulen, die seit dieser Zeit als Familien-KG. firmierten. Unter seiner Leitung erlangte das Unternehmen hohes Ansehen. Während des Zweiten Weltkriegs war er nochmals längere Zeit zum Heeresdienst eingezogen und kehrte krank zurück. Eine Lungenerweiterung bereitete ihm seitdem viele Beschwerden. Nach seinem Tode konnten die Baumschulen nicht im Familienbesitz behalten werden. Wolfgang von Cölln übernahm den Betrieb.
Die „Baumschulen Hesse“ wurden 1879 von Hermann A. Hesse (1852–1937) gegründet. Der Lorbeer-Strauch „Otto Luyken“ wurde 1940 in den Baumschulen gezüchtet und 1953 (Ottos Todesjahr) in den Handel eingeführt.

## Bildergalerie

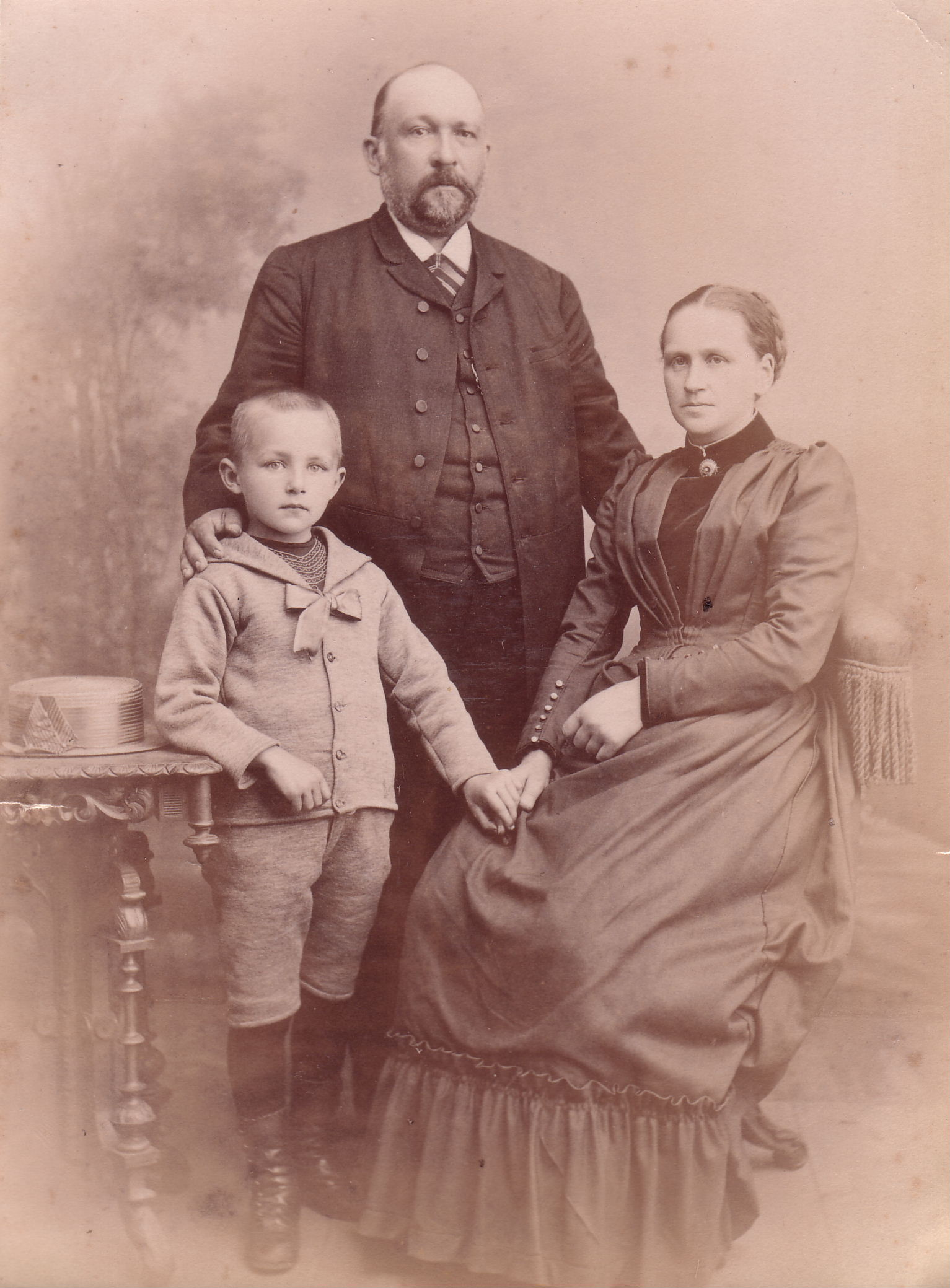
Otto Luyken mit seinen Eltern ca. 1890
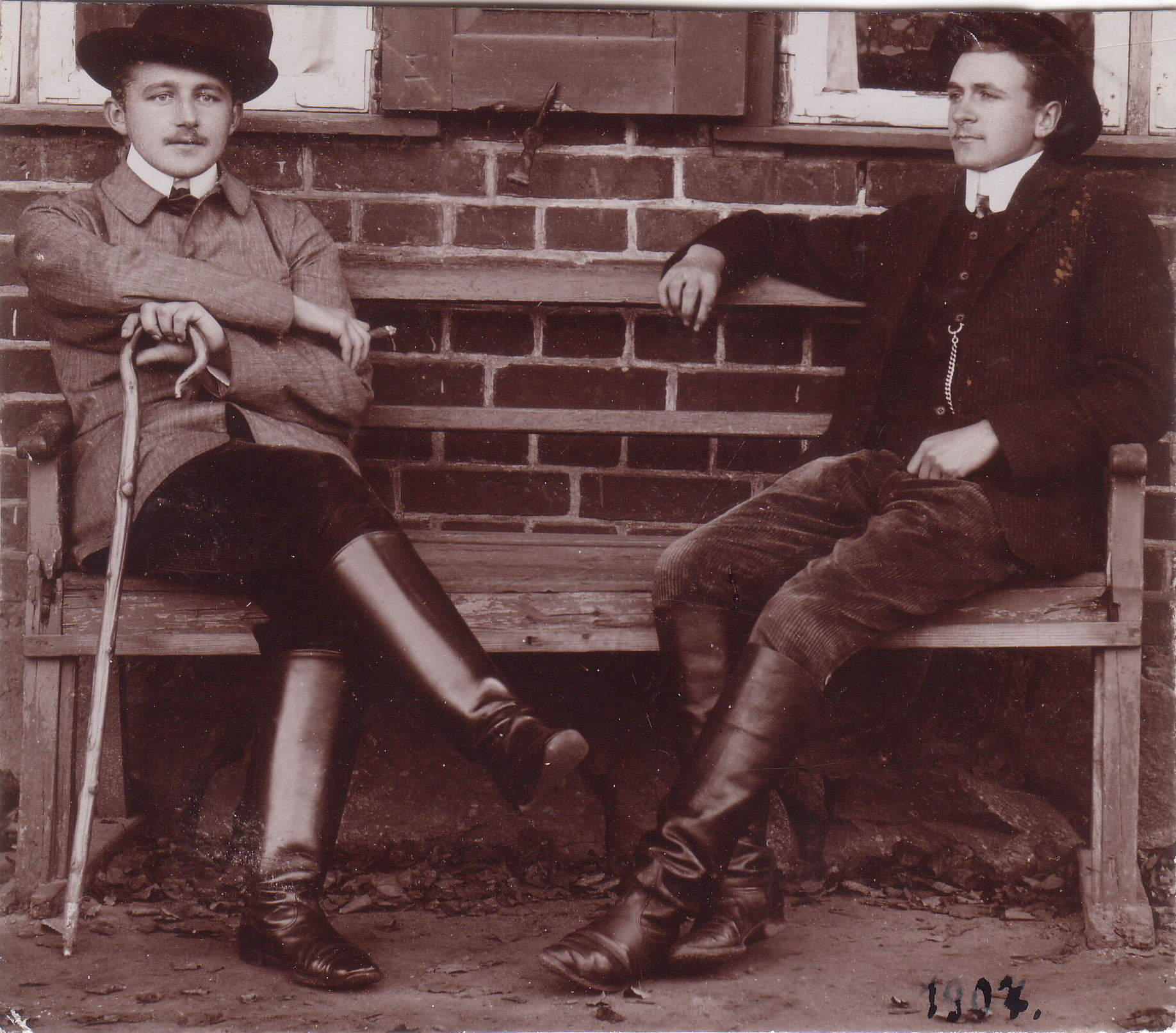
Otto Luyken (links) im Oktober 1907